# Fokker 100
Fokker 100 (Фо́ккер 100) — среднемагистральный пассажирский самолёт. Самый большой серийный самолёт нидерландской авиастроительной компании с одноимённым названием.

## Описание

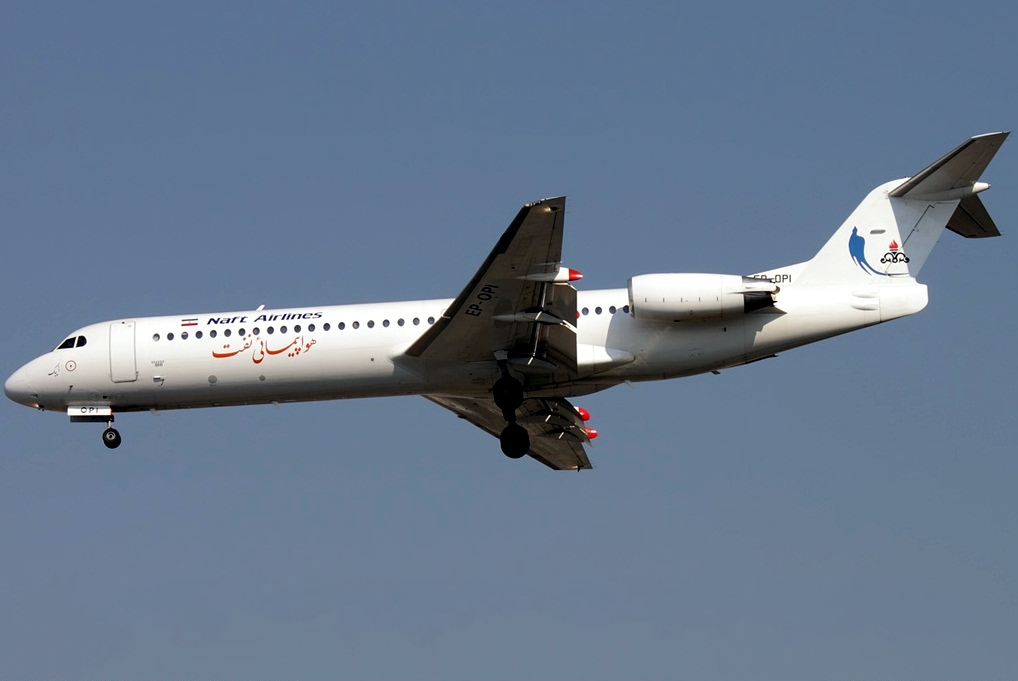
Fokker 100 авиакомпании Karun Airlines

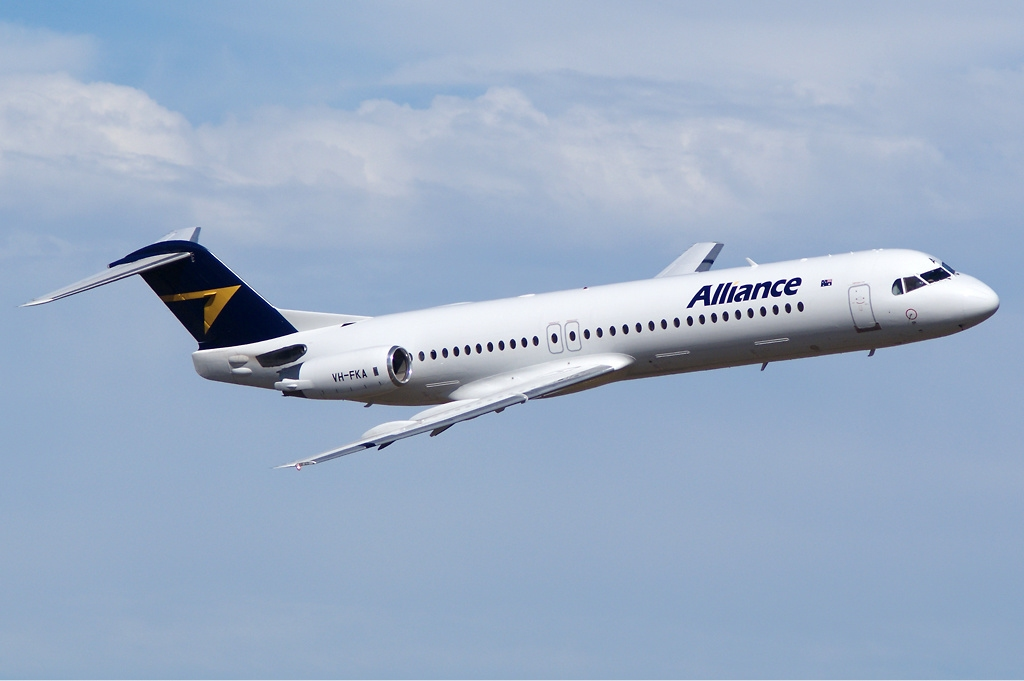
Fokker 100 авиакомпании Alliance Airlines

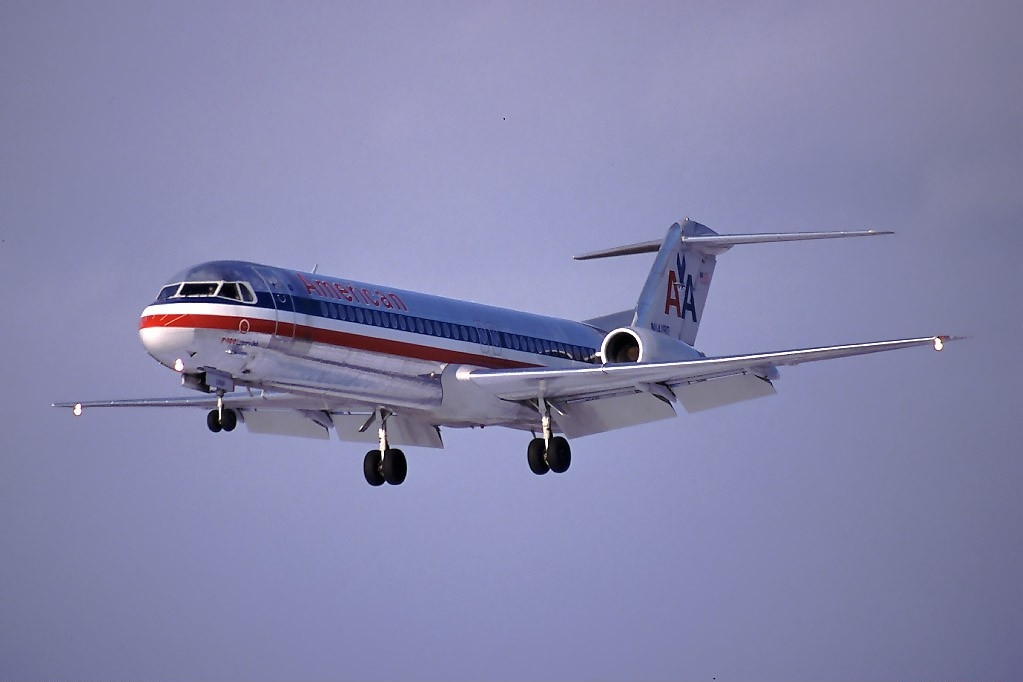
Fokker 100 авиакомпании American Airlines

Fokker 100 является узкофюзеляжным среднемагистральным реактивным самолётом, вмещающим до 107 пассажиров (отсюда и число 100 в названии) и предназначен для выполнения коротких и средних рейсов. Основой для данного самолёта послужил планер Fokker F28 той же компании. В новой модели фюзеляж был удлинён на 5,51 метра, что позволило увеличить количество пассажиров до 107 человек вместо 85 человек в модели F28-4000. В связи с удлинением фюзеляжа была изменена механизация крыла для повышения подъёмной силы на взлёте и посадке. Размах крыла F100 по сравнению с F28 увеличился почти на 3 метра. У «сотки» он составляет 28,08 метра, а у «двадцать восьмого» 25,1 метра. Также было изменено внутреннее оборудование, в том числе и интерьер кабины.
В Fokker 100 в качестве силовой установки используются два турбовентиляторных двигателя Rolls-Royce Tay Mk 620-15 каждый тягой 61,6 кН или же два Rolls-Royce Tay Mk 650-15 тягой 67,2 кН каждый.
Первый полёт Fokker 100 состоялся 30 ноября 1986 года, сертификация была завершена в ноябре 1987 года, а первые поставки в авиакомпанию Swissair, ставшую первым эксплуатантом серийной модели F100, начались уже в феврале 1988 года.
Низкие эксплуатационные расходы и практическое отсутствие конкуренции в данном классе сделали его одним из самых востребованных самолётов в конце 1980-х годов, вплоть до появления усовершенствованных машин семейств Bombardier CRJ200 и Embraer ERJ 145.
Самолёт был успешным на рынке, но из-за малоэффективного менеджмента компания продолжала терять деньги и окончательно обанкротилась в марте 1996 года.
Производство самолётов Fokker 100 завершилось в 1997 году, всего было произведено 283 воздушных судна. По состоянию на август 2006 года, 229 самолётов Fokker 100 оставались в эксплуатации у 47 авиакомпаний мира.

## Лётно-технические характеристики
Технические характеристики
- Экипаж: 2 человека
- Пассажировместимость: 100 человек
- Грузоподъёмность: 11 563 кг
- Длина: 35,53 м
- Размах крыла: 28,08 м
- Высота: 8,5 м
- Максимальная ширина фюзеляжа: 3,30 м
- Площадь крыла: 93,5 м²
- Масса пустого: 24 272 кг
- Масса снаряжённого: 43 390 кг
- Нормальная взлётная масса: 43 920 кг
- Максимальная взлётная масса: 44 450 кг
- Объём топливных баков: 5135 л
- Силовая установка: 2 × ТРД Rolls-Royce Tay Mk. 650-15 или Tay 620

Лётные характеристики
- Максимальная скорость: 845 км/ч
- Крейсерская скорость: 755 км/ч
- Практическая дальность: 3111 км
- Практический потолок: 11 300 м

## Эксплуатанты

Fokker 100 авиакомпании QantasLink в аэропорту Калгурли-Боулдер

По состоянию на июль 2017 года в эксплуатации находилось 129 лайнеров Fokker 100 в следующих авиакомпаниях:
- Air Niugini (7)
- Air Panama (5)
- Alliance Airlines (24)
- Avanti Air (2)
- Carpatair (3)
- Iran Air (16)
- Iran Aseman Airlines (20)
- IRS Airlines (2)
- Karun Airlines (4)
- Kish Air (3)
- Montenegro Airlines (2)
- QantasLink (Network Aviation) (17)
- Qeshm Airlines (4)
- Skippers Aviation (2)
- Trade Air (2)
- Tus Airways (2)
- Virgin Australia Regional Airlines (14)

### Прежние эксплуатанты
| - Aero Mongolia - Air Affaires Gabon - Air Bagan - Air Burkina - Air Ivoire - Air Niugini - Alitalia - Alliance Airlines - Alpi Eagles - Austrian Airlines (в дочерней компании Austrian Arrows) - Avianca (включая OceanAir) - Bek Air - Blue Line - Brit Air - Carpatair - Contact Air (Lufthansa Regional) - Cosmic Air - Dutch Antilles Express - GAE Aviation - Helvetic Airways - Inter Airlines - Iran Air - Iran Aseman Airlines | - IRS Airlines - Kish Air - KLM Cityhopper - Lufthansa - Mandarin Airlines - Merpati Nusantara Airlines - MexicanaClick - Mjet GmbH (Австрия) - Moldavian Airlines - Montenegro Airlines - Network Aviation (Австралия) - OceanAir (Бразилия) - Portugália - PT Pelita Air Service (Индонезия) - PT Transwisata Prima Aviation (Индонезия) - Régional - Skywest Airlines (Австралия) - Spanair - Swiss International Airlines - TAM Airlines (Меркосур) - Trade Air - Tyrolean Airways - Yeongnam Air |

## Авиакомпании, ранее использовавшие воздушное судно
| - Air Berlin - Air Europe - Air Littoral - American Airlines - Palair Macedonian - Air Gabon - Germania - Girjet - Korean Air | - MALEV - Mexicana - Midway Airlines - Swissair - TAM Airlines - TAT - US Airways - BEK AIR - EUjet - Jetsgo |

## Аварии и катастрофы
По состоянию на 5 декабря 2022 года в общей сложности в результате катастроф и серьёзных аварий были потеряны 18 самолётов Fokker 100. Fokker 100 пытались угнать 5 раз, при этом никто не погиб. Всего в этих происшествиях погибли 195 человек.
| Дата       | Бортовой номер | Место происшествия  | Жертвы  | Краткое описание |
| ---------- | -------------- | ------------------- | ------- | --- |
| 05.03.1993 | PH-KXL         | Скопье              | 83/97   | Разбился при наборе высоты из-за обледенения крыла. |
| 31.10.1996 | PT-MRK         | Сан-Паулу           | 4+95/95 | Самопроизвольное включение реверса правого двигателя во время набора высоты, упал на густонаселённый жилой район. |
| 15.01.1998 | EP-IDC         | Исфахан             | 0/113   | Сел на высохшее русло реки в 10 километрах от аэропорта. Был списан и продан на запчасти. |
| 23.05.2001 | N1419D         | Даллас              | 0/92    | При посадке подломилась стойка шасси. Заводской брак. |
| 30.08.2002 | PT-MQH         | Биригуи             | 0/29    | Утечка топлива и остановка двигателей во время полёта, вынужденно сел в поле. |
| 30.08.2002 | PT-MRL         | Сан-Паулу           | 0/38    | Отказ гидравлики, посадка с невыпущенным шасси. |
| 29.06.2005 | 5N-COO         | Лагос               | 0/91    | Проблемы с гидравликой, при посадке подломилась стойка шасси. |
| 25.01.2007 | F-GMPG         | По                  | 1+0/54  | При взлёте в условиях обледенения потерял устойчивость. Взлёт был прерван, лайнер выкатился за пределы ВПП и врезался в грузовик.                                                                                           |
| 29.06.2007 | TU-VAA         | Буаке               | 4/н.д.  | Борт премьер-министра Кот-д’Ивуара. При следовании к перрону после посадки был обстрелян из реактивных гранатомётов, премьер-министр выжил.                                                                                 |
| 02.01.2008 | EP-IDB         | Тегеран             | 0/59    | При взлёте в метель сошёл с ВПП и загорелся. |
| 14.09.2009 | D-AFKE         | Штутгарт            | 0/78    | Совершил аварийную посадку, лайнер получил тяжёлые повреждения. На его борту находился один из лидеров СДПГ Франц Мюнтеферинг.                                                                                              |
| 26.08.2010 | EP-ASL         | Тебриз              | 0/110   | На пробеге после посадки выкатился за пределы ВПП в канаву. |
| 25.12.2012 | XY-AGC         | Хехо                | 1+1/71  | Совершил грубую посадку на дорогу вместо ВПП в густом тумане и загорелся. |
| 28.03.2014 | PR-OAF         | Бразилиа            | 0/49    | Отказ гидравлики, посадка с невыпущенным шасси. |
| 10.05.2014 | EP-ASZ         | Мешхед              | 0/103   | Совершил вынужденную посадку из-за того, что не убралась левая стойка шасси. |
| 11.05.2014 | 5N-SIK         | Ганла               | 0/2     | Совершил жёсткую посадку. |
| 27.03.2016 | UP-F1012       | Астана              | 0/121   | Аварийно сел с невыпущенной передней стойкой шасси. Конструктивно-производственный дефект троса привода гидроагрегата управления уборкой и выпуском стоек шасси.                                                            |
| 27.12.2019 | UP-F1007       | Алматинская область | 12/98   | Разбился вскоре начала взлёта,не набрав высоту из-за обледенения механизации крыла влетел в дом близ ВПП.Противообледенительной жидкостью не были обработаны крылья,только хвостовое управление (руль высоты и направления) |
| 04.03.2021 | EP-CFM         | Ахваз               | 0/н.д   | Попытка угона. |